# Ferizaj (gemeente)
Ferizaj (Servisch: Урошевац,  Uroševac; Turks: Ferizovik) is een gemeente in Kosovo. De gemeente bestaat uit de stad Ferizaj en 45 dorpen. De oppervlakte van de gemeente bedraagt 345 km². Albanees en Servisch zijn de twee officiële talen in de gemeente. Het huidige bevolkingsaantal van de gemeente ligt tussen ergens rond de 140.000 à 170.000 inwoners. Volgens de OVSE is de meerderheid van de inwoners, ongeveer 160.000, van etnisch Albanese afkomst. Hiernaast wonen er een aantal minderheden binnen deze gemeente: Ashkali (3762), Roma (265), Egyptenaren (50), Gorani (230), Bosniakken (70), Serviërs (63) en Turken (40). In deze gemeente is de grootste Ashkali-gemeenschap van Kosovo woonachtig. De meeste Serviërs zijn returnees en wonen in de dorpen Bablak, Babush en Talinoc i Muhaxherëve. De Roma, Ashkali en Egyptenaren (RAE) leven voornamelijk in het dorp Dubravë en in de wijken Halit Ibishi, Sallahanë en Koçi/Xoxe van de stad Ferizaj.
Ferizaj is ook de gastgemeente van Camp Bondsteel, de grootste Amerikaanse legerbasis in Kosovo. Deze basis ligt op ongeveer 7 kilometer afstand van de stad richting Gjilan tegenover het dorpje Mirosall.

## Geboren
- Regard (1993), Kosovaars-Albanees dj en muziekproducent

Deçan · Dragash · Drenas · Gjakovë · Ferizaj · Fushë Kosovë · Gjilan · Gračanica (Graçanicë) · Hani i Elezit · Istog · Junik · Kaçanik · Kamenicë · Klinë · Klokot (Kllokot) · Leposavić (Albanik) · Lipjan · Malishevë · Mamushë · Mitrovicë · Novobërdë · Obiliq · Parteš (Partesh) · Pejë · Podujevë · Pristina (Prishtinë, Priština) · Prizren · Rahovec · Ranilug (Ranillug) · Skënderaj · Štrpce (Shtërpcë) · Shtime · Suharekë · Viti · Vushtrri · Zubin Potok (Zubin Potok) · Zvečan (Zveçan)